# Life Looks Better in Spring
"Life Looks Better in Spring" é uma música interpretada por Jon Lilygreen & The Islanders, que foi seleccionada para representar Chipre no Festival Eurovisão da Canção 2010, a 7 de Fevereiro de 2010.
A música foi a vencedora na final nacional cipriota, realizada em 7 de fevereiro de 2010 nos estúdios da CyBC em Nicósia, Chipre.